# Салетто
Салетто (итал. Saletto) — коммуна в Италии, располагается в провинции Падуя области Венеция.
Население составляет 2579 человек (на 2001 г.), плотность населения составляет 258 чел./км². Занимает площадь 10 км². Почтовый индекс — 35046. Телефонный код — 0429.
Покровителем коммуны почитается святой Лаврентий, празднование 10 августа.